# 布兰肯海姆
布兰肯海姆（德語：Blankenheim，發音：[ˈblaŋkn̩ˌhaɪm]）是德国北莱茵-威斯特法伦州科隆行政区奥伊斯基兴县的市镇，面积148.62平方千米，2023年12月31日人口为8,435人。